# Şêxbizin
De Şêxbizin (Soranî: شێخ بزه‌ینی; 'Şêxbizinî'), soms ook geschreven als Şeyhbızın of Şıhbızın, is een Koerdische stam uit Irak en Turkije. In Irak wonen de Şêxbizin vooral in de historische regio Bazan, wat tegenwoordig het gebied rondom de gouvernementen Erbil en Suleimaniya van de Koerdische Autonome Regio omvat, terwijl de Şêxbizin in Turkije verspreid over het platteland van Centraal-Anatolië wonen (zie ook: Centraal-Anatolische Koerden).

## Geschiedenis
De Şêxbizinî-stam leed in de 15e eeuw veel onder de vele oorlogen tussen de Ottomanen en de Safawieden, waardoor ze gedwongen werden om noordelijker - naar Kirkoek -  te vertrekken. De belangrijkste reden voor het vertrek van de Şêxbizin was de voortdurende discriminatie vanwege hun religie, aangezien de Şêxbizin soennitisch waren. In Oost-Anatolië werden de Şêxbizinî getolereerd door Sultan Selim I, omdat hij hun steun probeerde te krijgen tegen de sjiitische Safawieden. Vanwege de steun van de Şêxbizin aan de Ottomanen tijdens de Slag bij Chaldiran (1514) kreeg de stam bepaalde privileges, waaronder de vrijheid van vestiging binnen Anatolië. Hierdoor vertrokken vele leden van de stam via Palu en Erzurum, waar ze zich tijdelijk in de 16e eeuw vestigden, naar diverse gebieden in Centraal-Anatolië. Tegen het einde van de 18e eeuw woonde de stam in de winterperiode in en rondom Haymana en in de zomerperiode rond Antalya, Samsun en Aydın. In de 19e eeuw vestigden de meeste Şêxbizin zich definitief in sanjak Ankara, met name in het district Haymana, met kleinere gemeenschappen in enkele grensdorpen in de naburige districten Polatlı en Kulu. Ook zijn er diverse dorpen verspreid in de Zwarte Zeeregio, waaronder in de districten Karapürçek en Laçin, waar leden van de Şêxbizinî-stam wonen.

## Taal
In Irak spreken de meeste Şêxbizin het Soranî (Centraal-Koerdisch) als moedertaal, terwijl ze in Turkije het Şêxbizinî (of: Kirmancekîman) als moedertaal spreken. Het Şêxbizinî is een dialect van het Zuid-Koerdisch en vertoont sterke overeenkomsten met het Soranî (zie: onderstaande tabel). Het Şêxbizinî is daarentegen moeilijk wederzijds verstaanbaar met andere Koerdische dialecten die in het oosten van Turkije gesproken worden, zoals het Kurmanji en het Zazaki. De jongere generatie in Turkije spreekt vaak het Turks als eerste taal.
| Nederlands   | Şêxbizinî (Zuid-Koerdisch) | Soranî (Centraal-Koerdisch) | Kurmanci (Noord-Koerdisch) |
| ------------ | -------------------------- | --------------------------- | -------------------------- |
| Ik ben groot | Min gewrem                 | Min gewrem                  | Ez mezin (gir) im          |
| Ik zei ...   | Min vitim ...              | Min wit/witim ...           | Min got ...                |
| In ons huis  | Maleman                    | Le malman                   | Li mala me                 |
| Onszelf      | Ime xuman                  | Ême xoman                   | Em bi xwe                  |
| Eén          | Yek                        | Yek                         | Yek                        |
| Vier         | Çwar                       | Çwar                        | Çar                        |
| Kijken       | Nigirîn                    | Niwarîn                     | Nihêrîn                    |
| Wrat         | Balûg                      | Balûke                      | Balûk                      |
| Kip          | Mirg                       | Mirîşk                      | Mirîşk                     |